# Quandl
Quandl (/ˈkwɑːndəl/) è un motore di ricerca per dati numerici. Il sito offre accesso a diversi "dataset" (insiemi di dati) sociali economici e finanziari gratuiti o a pagamento. Quandl indicizza i dati da diverse fonti permettendo agli utenti di trovare e scaricarli in diversi formati come CSV o XML.
I dati sono inoltre accessibili via API con linguaggi di programmazione R, Python, Matlab e Stata.
Tra le fonti si annoverano: le Nazioni Unite, la Banca Mondiale ed Eurostat.